# فال فينتر
فال فينتر (بالإنجليزية: Val Winter)‏ هي مبارزة بالسيف أسترالية، ولدت في 19 يوليو 1943.

## وصلات خارجية
- فال فينتر على موقع أوليمبيديا (الإنجليزية)
- فال فينتر على موقع اللجنة الأولمبية الأسترالية (الإنجليزية)